# Sabaria semiruba
Sabaria semiruba är en fjärilsart som beskrevs av W. Warren 1907. Sabaria semiruba ingår i släktet Sabaria och familjen mätare. Inga underarter finns listade.